# Hector Ross
Hector Ross (n. 11 februarie 1914, Tain⁠(d), Ross and Cromarty⁠(d), Scoția, Regatul Unit al Marii Britanii și Irlandei – d. 26 noiembrie 1980, Londra, Anglia, Regatul Unit) a fost un actor britanic de teatru, film și televiziune.

## Filmografie selectivă
- Night Beat (1947)
- Bonnie Prince Charlie (1948)
- Happy Go Lovely (1951)
- I'm a Stranger (1952)
- The Steel Key (1953)
- Deadly Nightshade (1953)
- The Fur Collar (1962)
- Delayed Flight (1964)

Roluri TV
- Father Brown
- Murder Most English